# Rovio (plaats)
Rovio is een plaats en voormalige gemeente in het Zwitserse kanton Ticino en maakt deel uit van het district Lugano.
Rovio telt 721 inwoners.
De plaats maakt sinds 10 april 2022 deel uit van de gemeente Val Mara.